# ǃGãǃne
ǃGãǃne (!Gã!nge) es una lengua extinta perteneciente a la familia ǃKwi, hablada antiguamente en los distritos de Tsolo y en Umtata en Sudáfrica y sur de Lesoto. Lo único que se conserva de esta lengua son 140 palabras obtenidas de dos semi-hablantes (gente que recordaba algunas cosas de esta lengua, pero no eran hablantes fluidos) en 1931.
Como  la ǁXegwi, ǃGãǃne se considera una "parte aislada" de las lenguas !Kwi por Güldemann (2005, 2011).  Según Ethnologue cuenta que es un dialecto del Seroa.